# Dan-Gbabiri
Dan-Gbabiri est une  commune rurale de la préfecture de Ouham-Pendé, en République centrafricaine. Elle s’étend à l’est de la ville de Bozoum elle est composée de plusieurs villages. 

## Géographie
La commune de Dan-Gbabiri est située à l’est de la préfecture de l’Ouham-Pendé, elle est limitrophe de la préfecture de l'Ouham.
| Kouazo      | Mom         | Bimbi      |
| Bozoum      | Dan-Gbabiri | Ouham-Bac  |
| Birvan-Bolé | Binon       | Koro-Mpoko |

## Villages
Les villages principaux sont : Bata situé à 7 km de Bozoum, Bangba 1, Bowé, Badali 4, Bakoté et Bossa.
Située en zone rurale, la commune compte 41 villages recensés en 2003 : Badali 1, Badali 2, Badali 4, Bakoue 1, Bakoue 2, Bandaba, Bangba 1, Bata 1, Bata 2, Bata Centre, Bavara, Boane-Yoron, Bobaya, Bodalo 1, Bodalo 2, Bodila, Bofera, Bokasso, Bokoté, Bomboli-Bossa, Bondia, Bossa 1, Bossa 2, Bossada, Bossido, Botami, Botifo, Botoua, Bouassi, Bowé 1, Bowé 2, Dana, Gbakete, Gbangboung, Gbelengue, Mbourourou, Ngourouwa, Tamalé, Tehonfi, Voudou, Wocso.

## Éducation
La commune compte 3 écoles publiques du niveau primaire : à Bodalo 1, Bossa et Bata.

## Santé
La commune située dans la région sanitaire n°3 dispose d’un centre de santé à Bata et de 3 postes de santé à Badali 1, Badali 2 et Bossa 1.